# 진 하 (배우)
진 하(Jin Ha)는 한국계 미국인 배우이다.

## 출연 작품

### 텔레비전
- 데브스 (2020) - 제이미 역
- 러브 라이프 (2020) - 어기 역
- 파친코 (2022) - 솔로몬 백 역
- 파친코 시즌2 (2024) - 솔로몬 백 역

### 영화
- 시빌 워: 분열의 시대 (2024) - 저격수 역